# Эммен (Швейцария)
Эммен (нем. Emmen LU) — город в Швейцарии, в кантоне Люцерн. Население составляет 27 019 человек (на 31 декабря 2006 года). Официальный код — 1024.
Входит в состав избирательного округа Хохдорф (до 2012 года входил в состав управленческого округа Хохдорф).
Площадь Эммена составляет 20,33 км². 46,6 % площади составляют сельскохозяйственные угодья, 18,2 % — леса, 33,3 % территории заселено.
Город впервые упоминается как Emau в 840 году.
| 1695 | 1798 | 1850 | 1900 | 1950  | 1970  | 2000  | 2014  |
| ---- | ---- | ---- | ---- | ----- | ----- | ----- | ----- |
| 550  | 1330 | 1764 | 3162 | 11065 | 22040 | 26885 | 29292 |

## Известные жители
- Гербст, Адольф (1909—1983) — швейцарский художник, уроженец города.
- Художник Ханс Эмменеггер прожил в Эммене большую часть жизни[5].